# Athyrium melanolepis
Athyrium melanolepis är en majbräkenväxtart som först beskrevs av Adrien René Franchet och Paul Amédée Ludovic Savatier och som fick sitt nu gällande namn av Hermann Christ.
Athyrium melanolepis ingår i släktet Athyrium och familjen Athyriaceae. Inga underarter finns listade i Catalogue of Life.